# Poblete
Poblete là một đô thị thuộc Ciudad Real, Castile-La Mancha, Tây Ban Nha. Dân số năm 2004 là 919.

## Dân số
| 1991 | 1996 | 2001 | 2004 |
| ---- | ---- | ---- | ---- |
| 646  | 762  | 794  | 919  |